# Boris Lasarewitsch Joffe
Boris Lasarewitsch Joffe (russisch Борис Лазаревич Иоффе, englische Transkription Boris Ioffe; * 6. Juli 1926 in Moskau; † 18. Juli 2022) war ein sowjetischer bzw. russischer Physiker.

## Leben
Joffe war der Sohn eines bekannten Urologen und aus jüdischer Familie. Seine Mutter war Bibliothekarin. Während des Zweiten Weltkriegs leitete sein Vater ein Militärhospital in Moskau, wo auch Boris Joffe arbeitete. 1943 begann Joffe sein Studium, zunächst kriegsbedingt am Institut für Eisenbahningenieurwesen. Er wechselte 1945 zum Studium der Physik an der Lomonossow-Universität und wurde 1947 Schüler von Lew Landau, das heißt, er absolvierte dessen Prüfungen zum Theoretischen Minimum. Nach deren Abschluss (und dem Abschluss an der Lomonossow-Universität) 1949 ging er in die Theorieabteilung des Labors 3 (TTL, das spätere ITEP, damals geleitet von Abram Isaakowitsch Alichanow), wo er unter Isaak Jakowlewitsch Pomerantschuk arbeitete, mit dem er mehrere Arbeiten veröffentlichte. Die Forschungen am Labor Nr. 3 waren damals über Schwerwasserreaktoren und Elementarteilchenphysik. Joffe arbeitete damals und auch später auf beiden Gebieten, wobei die Arbeiten über Kernreaktoren geheim waren. 1953 wurde er mit einer theoretischen Arbeit im Rahmen des sowjetischen Wasserstoffbombenprojekts habilitiert (russischer Doktortitel). Er blieb am ITEP als Professor. Ende der 1960er Jahre war er am Bau des ersten Kernreaktors in der Tschechoslowakei beteiligt, der 1972 in Betrieb ging.
In den 1950er Jahren veröffentlichte er wichtige Arbeiten zur Paritätsverletzung in der schwachen Wechselwirkung (1957 mit Lew Okun, A. Rudik) und in den 1960er Jahren zum Einfluss der starken Wechselwirkung in schwachen Zerfällen wie dem des Kaons (1967), wobei er schon damals die Notwendigkeit der Einführung neuer Physik (später mit dem Charm-Quark und GIM-Mechanismus erfolgt) nachwies, und über tiefinelastische Streuung (1969). Ab Ende der 1970er Jahre befasste er sich vor allem mit nichtstörungstheoretischen Aspekten der Quantenchromodynamik, zum Beispiel gelangen ihm wichtige Fortschritte bei der Berechnung der magnetischen Momente der Baryonen.
1990 wurde er zum korrespondierenden Mitglied der Russischen Akademie der Wissenschaften gewählt. 1994 wurde er Fellow der American Physical Society. 2007 erhielt er den Tamm-Preis.

## Schriften
- mit L. Lipatov, V. Khoze Hard processes. Phenomenology. Quark-Parton Model, North Holland 1984
- mit L. Lipatov, V. S. Fadin Quantum Chromodynamics- perturbative and nonperturbative aspects, Cambridge University Press 2010
- Boris Joffe, Michail Schifman (Herausgeber) At the frontier of particle physics: Handbook of QCD, Band 1, Boris Joffe Festschrift, World Scientific 2001 (darin unter anderem B. V. Geshkenbein Introducing Boris Ioffe, mit Liste seiner Publikationen und Doktoranden)